# Une Anglaise à bicyclette
Une Anglaise à bicyclette  est un roman de Didier Decoin publié le 1er juin 2011 aux éditions Stock.

## Présentation
Didier Decoin se veut d'abord un "raconteur d'histoires"  : « Les histoires, c’est ce que j’aime depuis l’enfance. On me les lisait, j’en voyais au cinéma, et aujourd’hui c’est à mon tour de les raconter ». 
 Il invite le lecteur dans 
un « mystérieux enchaînement des circonstances. »
Un photographe de guerre anglais Jayson Flannery recueille Émily, une petite fille de trois ans, après le massacre d’Indiens perpétré en décembre 1890 dans le Dakota du Sud aux États-Unis. Elle se prénommait alors Ehawee, enfant indienne de la tribu des Lakotas. Pris de remords, il l'emmène avec lui en Angleterre et l'installe chez lui dans un manoir du Yorkshire. Mais la suspicion s'installe dans le village et pour couper court à toutes les rumeurs, à l'enquête de police, il décide de l'épouser... et lui offre une bicyclette.
Dès lors, Émily passera des heures sur son vélo, faisant des rencontres inattendues comme ces deux adolescentes familières des fées qui se promènent le long de la rivière et qu'elles vont photographier. L'Angleterre de l'après Première guerre mondiale va se passionner pour cette histoire de fées extraordinaire qui viendra aux oreilles de Sir Conan Doyle, passionné de spiritisme. Mais sa rencontre avec Émily permettra-t-elle vraiment de démêler la vérité et les tendres mensonges des petites filles, les accords sur l'art du mensonge et les vertus de l'illusion. La vérité est affaire d'adultes et pas toujours bonne à dire.
« Derrière la vérité, il existe une autre vérité, laquelle est la vérité », a écrit un certain John B. Frogg, phrase que Didier Decoin a choisie pour figurer en exergue de son roman. 

On retrouve dans ce roman nombre de références à ses livres précédents comme ces indiens qui rappellent John l'Enfer, le héros de son prix Goncourt, cette jeune fille comme Laurence, roman de ses débuts, le Londres de La promeneuse d'oiseaux ou la photo qui orne le livre, clin d'œil à Lewis Carroll et à son livre Lewis et Alice.

## Informations complémentaires
Commentaires
- « Didier Decoin est de retour. Avec un roman superbe et étonnant. L'un de ses plus beaux livres, rien de moins. Au départ, il y a le massacre d'Indiens de Wounded Knee, une Indienne adoptée puis épousée qui ne pense qu'à chevaucher sa bicyclette vers un  monde merveilleux. Didier Decoin entremêle jeux identitaires et imaginaires. Et on y croit. » [Lire - Alexandre Fillon]
- « Romanesque à l'extrême, le nouveau livre de Didier Decoin doit beaucoup à Dickens et à Conan Doyle, tel un délicieux hommage à la littérature anglaise de la fin du XIXe siècle. Après une extraordinaire ouverture en Cinémascope décrivant les champs de bataille du Dakota, l'auteur fait galoper son lecteur de New York à Londres, avant de changer de rythme comme on change de caméra ou d'objectif. Car il est souvent question de photographie dans cette œuvre où l'on s'interroge sur la vérité et les faux-semblants. » [Télérama - Christine Ferniot - 2/07/2011]